# 隆木乡
隆木乡，是中国江西省赣州市南康市下辖的一个乡镇级行政单位。

## 行政区划
隆木乡共辖以下地区：
隆木村、民丰村、忠东村、黄石村、晓源村、陈源村、西木村、新村、塘上村、瑞坑村、樟村、福田村、小东村。